# Marielund, Halmstads kommun
Marielund är ett gods i Kvibille i Kvibille socken i Halmstads kommun i Halland.
Marielund var ursprungligen ett utsockne frälsehemman Räfdala  (1433 'Reffdale') som 1700 ägdes av Magnus Stenbock och då lydde under Vapnö. Han testamenterade det till sin dotterdotter Maria Sofia Wachtmeister af Johannishus, som från 1730 var gift med Axel Gustaf Wachtmeister af Björkö. 1752 köptes gården av ryttmästare Casper Ehrenborg. Magnus Walerius var därefter en tid ägare men sålde 1775 gården till August Per Ridderstam. Han lät döpa om Räfdala för att hedra sin hustru, Dorotea Sibilla Maria von Usedom från Pommern.
1789 köpte han även frälsehemmanen Torlunda, Tronarp, Kalvakärr och Brandeburg i Kvibille socken.
Under hans tid i slutet av 1700-talet flyttades säterifriheten från Dalshult i Slättåkra socken till Räfdala. 
August Per Ridderstam sålde 1793 Marielunds säteri till Arvid Alarik Wachtmeister av Johannishus vilken dock redan 1802 sedan han ärvt Knutstorp sålde Marielund till P. W. Brummer. 1844-1848 ägdes säterie av tysken W. L. Atmar och såldes därefter till kammarherre Carl Johan Gammal Kuylenstierna som senare  även ägde Susegården och Sperlingsholm. Vid mitten av 1800-talet fanns här ett av statens stamholländeri för uppfödning av långhornade walesiska pembrokshirekor. Mjölkavkastningen var en av de bästa i Sverige, men bönderna runtomkring var inte intresserade av korna och 1862 lades holländeriet ned. I slutet av 1800-talet och början av 1900-talet fanns även ett mejeri vid Marielund. En väderkvarn med tre stenar uppfördes 1856. 1889 ärvdes Marielund av Sebastian Tham som lät arrendera ut den till sin son Hugo Vilhelm Sebastian Tham. 1917 förstördes dock de flesta av gårdens byggnader i en stor brand och hälften av gården jord såldes ifrån.
Efter att ha haft olika ägare köptes Marielund tillbaka av släkten Tham 1927. 1933 såldes dock gården iväg igen till Johan Fredrik Eduard von Seth som sedan 1930 arrenderat gården.
Eduards äldste son, Johan, arrenderade senare, 1969, gården, för att sedan köpa den.